# Northrop P-61 Black Widow
Northrop P-61 Black Widow (angleško Črna vdova) je bilo nočno lovsko letalo Vojnega letalstva Kopenske vojske ZDA (USAAF) med 2. svetovno vojno. Letalo je bilo v celoti kovinsko, imelo je dva motorja, dvojni zadek in enojna krila. Bilo je prvo ameriško in hkrati prvo zavezniško namensko grajeno letalo, opremljeno z radarjem, ki je opravljalo naloge nočnega lovca.

## Zasnova in razvoj letala
Dobrih šestnajst mesecev preden so ZDA vstopile v vojno so avgusta 1940 seznanili ameriškega letalskega častnika, tedaj še generalmajorja, Delosa Emmonsa z britanskimi raziskavami radarjev, ki so jih opravljali od leta 1936, in ki so igrali pomembno vlogo pri obrambi pred nemško Luftwaffe med bitko za Britanijo. Generalu Emmonsu so poročali o novem letečem prestrezalnem radarju (AI), samostojni enoti, ki so jo lahko namestili na letalo, in je lahko delovala neodvisno od postaj na površju. Septembra 1940 je Tizardova misija izmenjala britanske raziskave na mnogih področjih s tedaj še nevtralnimi ZDA.
Istočasno je Britanska nakupovalna komisija, ki je vrednotila ameriško letalo, objavila nujno potrebo po hitrem letalu za dosego velikih višin, ki bi bilo sposobno prestrezati nočne lovce Luftwaffe pri napadih na London. Letalo bi moralo ponoči neprestano patruljirati nad mestom in bi moralo biti sposobno osemurnega neprestanega letenja. Bilo bi opremljeno z enim od zgodnejših in težkih radarskih enot AI. Navedeno oborožitev bi nosilo v »večtopovskih kupolah«. Letalo RAF Boulton Paul Defiant se je izkazalo kot sposoben z radarjem opremljen nočni lovec, vendar sta ga leta 1942 nasledila Bristol Beaufighter in de Havilland Mosquito. Oba sta bila odlični letali, potrebovala pa sta ojačitve. Britanci so prenesli zahteve za novi lovec vsem letalskim konstrukterjem in proizvajalcem s katerimi so sodelovali. Med njimi je bil Jack Northrop, ki je spoznal da zahteve glede hitrosti, višine, nosilnosti goriva in večtopovske kupole narekujejo veliko letalo z več motorji.
General Emmons se je vrnil v ZDA s podrobnostmi britanskih zahtev za nočni lovec in v svojem poročilu zapisal da so ameriški letalski konstrukcijski biroji verjetno sposobni izdelati takšno letalo. Emmonsova komisija je razdelala osnovne zahteve in podroben opis, ter jih na koncu leta 1940 predala Poveljstvu letalsko-tehnične službe (ATSC) v letalskem oporišču Wright Field pri Daytonu, Ohio. Po preučitvi dveh največjih tehničnih izzivov - velike teže radarja AI in dolgega časa (po standardih za lovska letala) najmanj osemurnega neprestanega letenja - je komisija, kot tudi Jack Northrop, spoznala da bo letalo potrebovalo znatno moč in temu primerno velikost dveh pogonov, ter tudi predlagala takšne parametre.
Vladimir H. Pavlecka, vodja Northropovih raziskovalnih oddelkov, se je slučajno tedaj nahajal v Wright Fieldu. 21. oktobra 1940 je letalski polkovnik Laurence Craigie iz ATSC poklical Pavleckega in mu predstavil zahteve Zračnega korpusa Kopenske vojske ZDA (USAAC). Prosil ga je tudi naj o tem ne dela zapiskov. Craigie Pavleckemu ni natančno povedal za tedaj zelo tajno radarsko enoto, temveč jo je opisal kot »napravo, ki bo lahko zasledila sovražnikovo letalo v temi«, in bo imela sposobnost »videti in razlikovati druga letala.« Naloga letala bo »prestrezanje in uničenje sovražnega letala med nočnim letenjem ali v času slabe vidljivosti.«
Pavlecka se je naslednji dan sestal z Jackom Northropom in mu predal zahteve USAAC. Northrop je primerjal svoje zapiske s Pavleckovimi. Uvidel je podrobnosti med zahtevami USAAC in RAF ter se posvetil delu, s katerim se je ukvarjal v zvezi z britanskimi letalskimi zahtevami. Z delom je že prehiteval za mesec dni, tako da je teden dni kasneje pograbil predlog USAAC.
5. novembra sta se Northrop in Pavlecka v Wright Fieldu srečala s častniki Poveljstva zračnega gradiva (AAMC). Predstavila sta jim Northropovo delovno konstrukcijo. Edini konkurent je bil Douglasov predlog nočnega lovca XA-26A. Izbrali so Northropovo konstrukcijo in Črna vdova je začela nastajati.

### Zgodnje razvojne stopnje
Po odobritvi za izdelavo s strani USAAC je Northrop začel obsežno konstrukcijsko delo na letalu da bi prvi izdelal namenski nočni lovec. Izdelek je bil eno največjih in najbolj smrtonostnih ameriških lovskih letal med vojno.
Prvi predlog Jacka Northropa je bil podaljšan trup med dvema ohišjema motorjev in zadkoma. Motorja sta bila 18-valjna radialna Pratt & Whitney R-2800-10 Double Wasp z močjo 2000 KM (1,5 MW) vsak. V trupu je bilo prostora za tri člane posadke, radar in štiri topovske kupole. Topovi, 50 cal (12,7 mm) Browning M2, so bili opremljeni s 36 palčnimi »letalskimi« nosilci z naluknjanimi cevmi. Kupole so bile nameščene v nosu in v zadnjem delu trupa. Letalo je imelo tri pristajalna kolesa v kljunu in v krilih je imelo popolnoma sklopljiva zakrilca, Zapova zakrilca, imenovana po Northropovem inženirju Edwardu Zapu.
Letalo je bilo gromozansko, kot je domneval Northrop. Čeprav so obstajali težji in večji večmotorni bombniki, je bilo z dolžino 45 čevljev in 6 palcev, z razponom kril 66 čevljev, ter polno težo 22.600 funtov, kot lovec nekaj izjemnega. Mnogi so ga s težavo sprejeli za morebitno bojno letalo.

### Spremembe načrta
Pred dokončno konstrukcijo letala so raziskali še nekaj drugih oblikovnih možnosti. Ena je bila sprememba dveh zadkov v en navpični stabilizator/bočno krmilo, vendar so jo opustili. Nos so dvignili in premaknili repne kupole na vrh in v spodnji del trupa. Uvedli so tudi drugega strelca.
Pozno novembra 1940 se je Northrop vrnil k različici s tremi člani posadke in dvema zadkoma. Da so zagotovili zahtevam USAAC po večji strelni moči, so opustili trebušno kupolo in v krili namestili štiri 20 mm topove Hispano M2. P-61 je bil tako eden redkih ameriških skonstruiranih letal, ki so imeli tovarniško vgrajene 20 mm topove. Druga letala s takšnimi topovi sta bila P-38 Lightning in F4U-1C, omejena proizvodna podrazličica Corsairja, ter strmoglavi bombnik A-36 Apache, zgodnja različica P-51 Mustang. Sicer so bila z 20 mm topovi opremljena tudi nekatera letala F6F Hellcat in ponovno v lasti posojena britanska letala P-39 Airacobra (preimenovana v P-400), vendar to ni bilo standardna praksa.
Northrop je predal načrt NS-8A AAMC v Wright Fieldu 5. decembra 1940. Z nekaj spremembami je NS-8A izpolnil vse zahteve USAAC. Northrop je prejel pooblastilo za naročilo 17. decembra. Pogodbo za dva prototipa in dva modela v merilu za preskuse v aerodinamičnem tunelu je dobil 10. januarja 1941. Stroški niso smeli prekoračiti 1.367.000 $. NS-8A je po označevanju Obrambnega ministrstva ZDA postal XP-61.

### Fizične značilnosti
P-61 je imel tri člane posadke: pilota, strelca in operatorja radarja. Bil je opremljen s štirimi sprednjimi 20 mm topovi Hispano M2, nameščenimi v spodnjem delu trupa, in s štirimi 0,50 cal (12,7 mm) mitraljezi Browning M2, vodoravno poravnanimi s srednjimi mitraljezi ter premaknjenimi nekoliko naprej v hrbtni kupoli. Kupolo je nadziral računalnik za giroskopski nadzor streljanja General Electric GE2CFR12A3. Usmerjala sta jo lahko tako strelec kot tudi operater radarja, ki sta imela namerilno napravo in giroskopski kolimator povezana z vrtljivima sedežema.
Dva vodohlajena radialna motorja Pratt & Whittney R-2800-25S Double Wasp sta bila nameščena približno na šestini razpona kril. Nameščena sta bila dva, dvostopenjska in dvohitrostna mehanska sesalna kompresorja. Niso namestili turbokompresorjev, čeprav sta bili zahtevani največja hitrost 50 milj na uro in operativna višina 10.000 čevljev večji. Menili so, da niso bili potrebni, ker bi zavzeli tudi veliko prostora in povečali skupno maso.
Pregraji glavnih pristajalnih koles sta bili v spodnjem delu ohišja, neposredno za motorjema. Nogi koles sta bili v veliki meri premaknjeni proti zunanjemu delu ohišja in sta se potegnili proti repu, dotok olja pa je bil usmerjen naprej. Vsako kolo je bilo znotraj svoje noge in dovoda olja. Vrata glavnih koles so bila dvodelna, deljena enakomerno in vzdolžno ter obešena na notranjih in zunanjih tečajih.
Oba pokrova motorjev in ohišje sta bila speljana v repna zadka. Obliko sta zaključila velika navpična stabilizatorja z bočnima krmiloma. Njuna oblika je spominjala na zaokrožen pravokotni trikotnik. Glavna robova obeh navpičnih stabilizatorjev sta bila zglajena od površine zadka navzgor in usmerjena nazaj do 37 stopinj. Vodoravni stabilizator se je raztezal med notranjima površinama navpičnih stabilizatorjev in je skupaj z višinskim krmilom meril približno tri četrtine dolžine korena kril. Dolžina višinskega krmila je bila približno tretjina širine vodoravnega stabilizatorja. V navpičnem pogledu je bil zunanji rob višinskega krmila nagnjen za 15 stopinj proti vzdolžni osi letala, tako da je tvoril širok nizek trapezoid. Vodoravni stabilizator in višinsko krmilo sta bila sestavljena iz tankih prečnih reber iz kovinske folije.

## Zanimivosti
V čast P-61 so poimenovali prototipno letalo Northrop-McDonnell Douglas YF-23 Black Widow II.